# Divisionsbezeichnungen der Wehrmacht zur militärischen Täuschung
Als Tarnbezeichnungen vergab die Wehrmacht besonders zur Kriegsende Einheiten die Bezeichnungen als Division. Diese vermeintlichen Großverbände im Zweiten Weltkrieg wurde aber letztendlich gar nicht aufgestellt. Vielmehr waren unter der Bezeichnung andere Einheiten zusammengefasst, welche in personeller und militärtechnischer Ausstattung nicht der angegebenen Bezeichnung entsprachen. Das Ziel war, die wirkliche Truppenstärke zu verschleiern.
In der Wehrmacht gab es auch sogenannte Schatten-Divisionen, welche „im Schatten“ einer Division ausgebildet wurden, und nur über eine unvollständige Ausstattung verfügte.

## 80. Jäger-Division
Die 80. Jäger-Division war eine Bezeichnung für eine vermeintliche deutsche Jäger-Division.
Aus Verschleierungsgründen wurde im Frontnachweiser 1944 eine 80. Jäger-Division aufgeführt, welche eigentlich aus dem Festungsstab 180 bestand.
Folgende Gliederung war u. a. vermerkt:
- Jäger-Regiment 1251 (Jäger-Bataillon 1311, 1321, 1331, 1388, Ersatz-Jäger-Bataillon 1251)
- Gebirgsjäger-Regiment 1252 (Gebirgsjäger-Bataillon 1412, 1422, 1432, Ersatz-Gebirgsjäger-Bataillon 1252)
- Jäger-Regiment 1253 (Jäger-Bataillon 1513, 1523, 1331, 1533, Ersatz-Jäger-Bataillon 1253)
- Jäger-Regiment 1254 (Jäger-Bataillon 1614, 1624, 1634, 1644, Ersatz-Jäger-Bataillon 1254)
- Jäger-Regiment 1255 (Jäger-Bataillon 1715, 1725, 1735, Ersatz-Jäger-Bataillon 1388?)
- Nachrichten-Abteilung 1508 (Ersatz-Nachrichten-Abteilung 1508)

Die Verwendung oder Einsatzfähigkeit des vermeintlichen Verbandes oder seiner vermeintlich unterstellten Einheiten ist nicht bekannt.

## Tarn-Divisionen in den Niederlanden

### Geschichte und Grundlage
Ende Februar 1945 wurden beim Wehrmacht-Befehlshaber Niederlande vier Tarn-Divisionen eingeführt. Diese tauchten ab 12. April 1945 in der Schematischen Kriegsgliederung auf. Basis für diese vier Tarn-Divisionen waren die bereits zur Küstenverteidigung eingesetzten Schiffsstammabteilungen der Marine und weitere dort eingesetzte Einheiten. Ein Teil der sogenannten Divisionen sollten eigentlich aus den im März 1945 aufgestellten 11. Marine-Infanterie-Division und 16. Marine-Infanterie-Division real gebildet werden, was aber doch verworfen wurde.

#### 11. Marine-Infanterie-Division
Hauptartikel: 11. Marine-Infanterie-Division
Die im März 1945 aufgestellte Division sollte für die Aufstellung einer 63. Infanterie-Division herangezogen werden. Es wurden im März 1945 folgende Regimenter aufgestellt, welche beide als Tarneinheiten bei der 63. Infanterie-Division auftauchten:
- aus der 14. Schiffsstammabteilung wird das Marineschützenregiment 111[1]
- aus der 16. Schiffsstammabteilung wird das Marineschützenregiment 112

#### 16. Marine-Infanterie-Division
Hauptartikel: 16. Marine-Infanterie-Division
Im März 1945 werden mit der 16. Marine-Infanterie-Division folgende Einheiten aufgestellt und später zur Tarnung herangezogen:
- aus der 6. Schiffsstammabteilung wird das Marineschützenregiment 161 und im April 1945 getarnt als Füsilier-Bataillon 219 bzw. Grenadier-Bataillon 1919 der 219. Infanterie-Division
- aus der 10. Schiffsstammabteilung wird das Marineschützenregiment 162 und im April 1945 getarnt als Grenadier-Regiments 219 und Füsilier-Bataillon 703 der 703. Infanterie-Division
- aus der 24. Schiffsstammabteilung wird das Marineschützenregiment 163 und im April 1945 getarnt als Grenadier-Regiments 623 der 63. Infanterie-Division und das Grenadier-Regiment 579 der 703. Infanterie-Division
- aus der 4. Schiffsstammabteilung wurde Personal übernommen und im April 1945 getarnt Grenadier-Regiment 604 der 219. Infanterie-Division

### 63. Infanterie-Division
Die 63. Infanterie-Division war eine Bezeichnung für eine vermeintliche deutsche Infanterie-Division. Hierzu sollte die im März 1945 aufgestellte 11. Marine-Infanterie-Division herangezogen werden.
In der Kriegsgliederung vom 12. April 1945 taucht diese Bezeichnung als Reserve der Oberbefehlshabers West auf. Es war eine Tarnbezeichnung für die an der niederländischen Küste im Bereich der Korps-Abteilung Diestel, unter welcher auch die 11. Marine-Infanterie-Division unterstellt war, eingesetzten deutschen Truppen.
Folgende Gliederung war u. a. mit offenen Bezeichnungen vermerkt:
- 63. Infanterie-Division (Regimentsstab von Alvensleben)
- Grenadier-Regiment 160 (Marineschützenregiment 111 der 11. Marine-Infanterie-Division)
- Grenadier-Regiment 492 (Marineschützenregiment 112 der 11. Marine-Infanterie-Division)
- Grenadier-Regiment 623 (Marineschützenregiment 163[2] der 16. Marine-Infanterie-Division, ehemals 24. Schiffsstammabteilung)
- Füsilier-Bataillon 63 (Teile der vorgenannten Einheiten)

Der Regimentsstab von Alvensleben war beim XXX. Armeekorps in den Niederlanden. Die drei Schiffsstammabteilungen waren eigentlich Marineschützenregimenter von bestehenden Marine-Infanterie-Divisionen, welche eigentlich für die Aufstellung der 63. Infanterie-Division herangezogen werden sollte, dann aber doch bis Kriegsende weiter bestand.

### 219. Infanterie-Division
Die 219. Infanterie-Division war eine Bezeichnung für eine vermeintliche deutsche Infanterie-Division und wurde am 22. März 1945 im Verteidigungsbereich Den Helder in den Niederlanden vermeintlich aufgestellt. Die vermeintliche Unterstellung war im April 1945 als Verfügungstruppenteil bei dem Oberbefehlshaber Niederlande.
Die Tarnbezeichnung wurde in den dienstlichen Unterlagen und in der Schematischen Kriegsgliederung geführt.
Folgende Gliederung war u. a. mit offenen Bezeichnungen vermerkt:
- Stab (Festungsstammregiment 88 Alkmaar (Kommandant der Festungs-Stamm-Truppen LXXXVIII))
- Grenadier-Regiment 177 (Abschnitt Texel: Georgisches Bataillon 822)
- Grenadier-Regiment 493 (Küstenverteidigungsabschnitt Nord: Nordkaukasisches Bataillon 803 (vorher IV./Festungs-Grenadier-Regiment 860 Den Helder der 347. Infanterie-Division))
- Grenadier-Regiment 604 (Den Helder: 4. Schiffsstammregiment bzw. Divisionspersonal der 16. Marine-Infanterie-Division)
- Füsilier-Bataillon 219, abwechselnd mit der Bezeichnung Grenadier-Bataillon 1919 (Marineschützenregiment 161 der 16. Marine-Infanterie-Division)

### 249. Infanterie-Division
Die 249. Infanterie-Division war eine Bezeichnung für eine vermeintliche deutsche Infanterie-Division.
Ab 22. März 1943 wurde die Bezeichnung für die deutschen Einheiten an der niederländischen Küste im Bereich Hoek van Holland verwendet. Die Nutzung erfolgte einheitlich in allen Unterlagen, auch in der Schematischen Kriegsgliederung. Die vermeintliche Unterstellung war im April 1945 bei der 25. Armee in den Niederlanden.
Im Februar 1945 war das Fallschirmjäger-Regiment 31 in den Niederlanden aufgestellt worden, dessen Einheiten zur Tarnung der Division herangezogen wurden.
Folgende Gliederung war u. a. mit offenen Bezeichnungen vermerkt:
- 249. Infanterie-Division (Festungskommandant Hoek van Holland)
- Grenadier-Regiment 197 (Einheiten im Abschnitt Scheveningen: II./Fallschirmjäger-Regiment 31)
- Grenadier-Regiment 623 (Einheiten in der Festung Hoek van Holland: IV./Fallschirmjäger-Regiment 31)
- Grenadier-Regiment 709 (Einheiten in der Festung Hoek van Holland: IV./Fallschirmjäger-Regiment 31)
- Divisions-Füsilier-Bataillon 249
- Panzerjäger-Abteilung 949
- Divisionseinheiten 1949

### 703. Infanterie-Division
Die 703. Infanterie-Division war eine Bezeichnung für eine vermeintliche deutsche Infanterie-Division und wurde am 22. März 1945 im Raum Ijmuiden in den Niederlanden vermeintlich aufgestellt. Die hierbei zusammengefassten Kräfte erreichten nie Divisionsstärke. Der Begriff Division diente mehr der Vortäuschung eines größeren als des tatsächlich vorhandenen Truppenverbandes im Bereich der Festung Ijmuiden, eigentlich Festungskommandant Ijmuiden.
Die vermeintliche Unterstellung erfolgte unter die 25. Armee und zu Kriegsende gingen die Divisionsangehörigen in britische Gefangenschaft.
Kommandeur der vermeintlichen Division war Generalmajor Hans Hüttner, der Festungskommandant Ijmuiden.
Die Tarnbezeichnung wurde in den dienstlichen Unterlagen und in der Schematischen Kriegsgliederung geführt.
Folgende Gliederung war u. a. mit offenen Bezeichnungen vermerkt:
- Grenadier-Regiment 219 (Abschnitt Zandvoort: Marine-Schützen-Regiment 162 der 16. Marine-Infanterie-Division)[3]
- Grenadier-Regiment 495 (Abschnitt Katwijk: Turkestanisches Infanterie-Bataillon 787)
- Grenadier-Regiment 579 (Marine-Schützen-Regiment 163 der 16. Marine-Infanterie-Division)[4]
- Füsilier-Bataillon 703 (Marine-Schützen-Regiment 162 der 16. Marine-Infanterie-Division)[5]
- Panzerjäger-Abteilung 973
- Divisionseinheiten 1973